# حسینیه انارک
حسینیه انارک مربوط به دوره قاجار است و در شهرستان نائین، بخش انارک، شهر انارک، میدان سراب واقع شده و این اثر در تاریخ ۲۲ آبان ۱۳۸۶ با شمارهٔ ثبت ۱۹۸۵۹ به‌عنوان یکی از آثار ملی ایران به ثبت رسیده است.